# 圣斯德望主教座堂 (莫城)
莫城圣斯德望主教座堂（法語：La cathédrale Saint-Étienne de Meaux）是位于法国莫城的一座哥特式建筑物。
教堂於1175年开始修建，和其他同时修建的教堂一样，后来因为战乱及资金几停，到了1540年才完工。